# Juan del Campillo
Juan del Campillo (Córdoba, 1812 - Santa Fe, 1866) fue un abogado y político argentino, miembro del Congreso que sancionó la Constitución argentina de 1853, ministro de Hacienda y de Justicia, Culto y Educación de su país, diputado y senador nacional.

## Biografía
Abandonó sus estudios de derecho en su juventud para trabajar en la administración pública de la provincia de Córdoba. Se inició en la política en 1850, al ser elegido diputado provincial, apoyando al gobernador Manuel López. También concluyó sus estudios de derecho y se doctoró en leyes. Se hizo amigo del ministro de gobierno provincial, Alejo del Carmen Guzmán. Cuando éste, después de la batalla de Caseros, fue elegido gobernador, lo envió como diputado al Congreso Constituyente de Santa Fe.
Defendió las posiciones federales y conservadoras, logrando que se aprobara la moción del presidente del Congreso, Facundo Zuviría, de que el presidente debía ser obligadamente católico. Por su excelente caligrafía, fue quien escribió el texto oficial de la Constitución Argentina de 1853, que fue presentada el 1 de mayo al presidente Justo José de Urquiza.
Fue ministro de Hacienda de la Confederación Argentina. Su papel fue el de un prolijo contador, en un ámbito en que las rentas de la Nación estaban muy reducidas por la separación de la provincia de Buenos Aires.
Más tarde fue ministro de Justicia, Culto e Instrucción Pública. Apoyó algunas iniciativas educativas provinciales y dedicó la mayor parte de sus esfuerzos a los asuntos religiosos: logró solucionar definitivamente las relaciones de la Argentina con la Santa Sede, que hasta entonces nunca habían sido oficiales.
Fue el primer embajador enviado ante la Santa Sede, donde terminó de ajustar las relaciones con el Papa. Perdió su cargo a raíz de la desaparición de la Confederación, a fines de 1861.
Regresó a la Argentina al año siguiente, y por un tiempo fue presidente de la Cámara de Justicia de la provincia de Córdoba. Más tarde fue diputado y senador nacional. Dictó clase en la Universidad Nacional de Córdoba y fundó el diario El Imparcial. Era considerado un funcionario útil y de trato agradable; en sus ratos libres, era un destacado ejecutante de guitarra.
A principios de 1866, el gobernador santafesino Nicasio Oroño lo nombró su ministro de gobierno, para mostrar al público una figura firmemente católica en un momento en que era acusado de anticlericalismo por la provincialización del convento de San Lorenzo y la municipalización de los cementerios. Es que aún debía lanzar su medida más polémica, la sanción de la ley de matrimonio civil, que le costaría el cargo de gobernador a Oroño, al lanzarse en su contra los antiguos federales.
Pero Del Campillo había ya fallecido, en mayo de 1866, cuando durante una misa en la Iglesia Matriz de Santa Fe había sufrido un derrame cerebral.
La localidad de Del Campillo, en el sur de la provincia de Córdoba, lleva ese nombre en su honor. 